# نيبيولا (ايطاليا)
نيبيولا، هي بلدية في مقاطعة نوفارا في منطقة بيدمونت الإيطالية، وتقع على بعد حوالي 80 كيلومتر (50 ميل) شمال شرق تورينو وحوالي 10 كيلومتر (6 ميل) جنوب شرق نوفارا.
تقع نيبيولا على حدود البلديات التالية: جارباجنا نوفاريس وجرانوزو كون مونتسيلو ونوفارا وتيردوبيات وفيزبوليت.

## تاريخ
كانت منطقة نيبولا مأهولة بالسكان في العصور القديمة، كما تشهد بذلك الاكتشافات الأثرية (مقبرة). تم ذكره في عام 902 م فقط.

## المعالم السياحية الرئيسية
- القلعة، التي شيدها قناصل البلدية، جراسيانو سان فيتوري عام 1198. تم تجديده في القرن الخامس عشر. تم تشييده بالطوب، ويحتوي في جانب المدخل على برجين ركنيين وآخر مركزي ، مع جسر سحب لا يزال يعمل. تمت إضافة جياردينوني ("الحديقة الكبيرة") في البلاط المركزي عندما أصبحت القلعة مقرًا.
- كنيسة سان فيتور حديثة، في موقع صرح من القرن الحادي عشر تم تدميره في أوائل القرن التاسع عشر.
- كنيسة سانتا ماريا (القرن السادس عشر)، تقع خارج المدينة.